# القرصنة في مضيق ملقا
القرصنة في مضيق ملقا هو تهديد لأصحاب السفن والبحارة الذين يقطعون مضيق ملقا وذلك نظرا لما يتمتع به مضيق ملقا من مكانة إستراتيجية وقيمة اقتصادية هامة حيث يعتبر مضيق ملقا الذي يقع بين شبه الجزيرة الماليزية وسومطرة بوابة تربط بين المحيط الهادي والمحيط الهندي، ويمتد لـ 1080 كيلومتر، وعرضه الشمالي الغربي 370 كيلومتر، وعرض جنوبه الشرقي 37 كيلومترا فقط بينما يتراوح عمقه ما بين 25 مترا و113 مترا، جنوب شرقه ضحل بينما شماله الغربي عميق. يقع مضيق ملقا في حزام مناخي هاديء جميع ايامه السنوية صافية تخلو من الرياح الشديدة والعواصف بما يساعد جدا على الملاحة والإبحار.

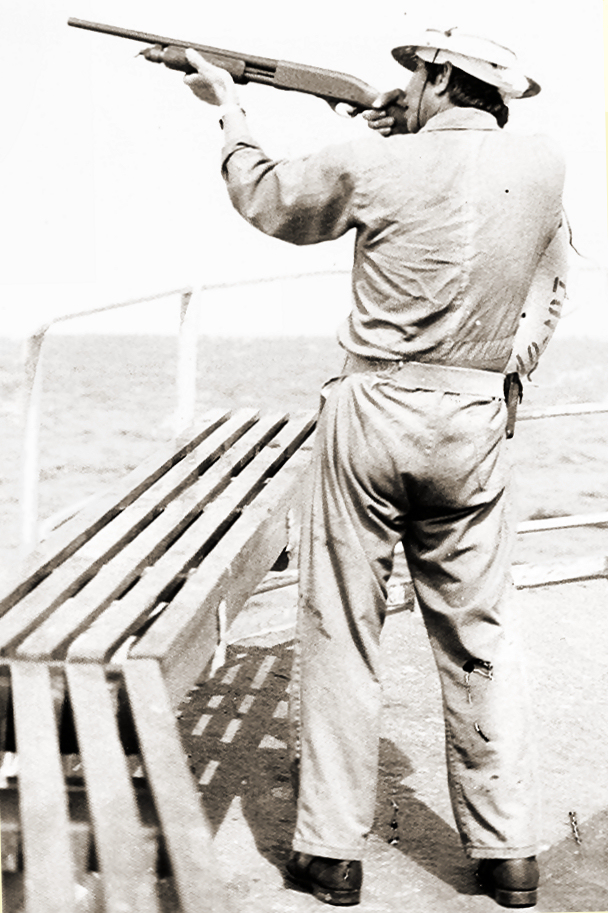
تدريب على صد القراصنة في مضيق ملقا، 1984.

نتيجة لذلك فقد أزداد الطمع في السيطرة على المضيق فقد ظل مضيق ملقا عرضة للاحتلال الاجنبي منذ القرن السادس عشر، حيث استولت عليه البرتغال ثم هولندا ثم بريطانيا على التوالي، حتى عاد بعد الحرب العالمية الثانية إلى سيادة الدول التي تقع على شاطئيه، ويخضع الآن لسيطرة ماليزيا وإندونيسيا وسينغافورا بشكل مشترك. يستقبل سنويا أكثر من خمسين الف باخرة، أي بمعدل 137 باخرة في اليوم الواحد. لذلك توليه الولايات المتحدة والصين واليابان والهند وغيرها من الدول جل اهتمامها.
وفي السنوات الأخيرة. تم تنظيم دوريات منسقة من قبل إندونيسيا وماليزيا وسنغافورة، جنبا إلى جنب مع زيادة مستوى الأمن على متن السفن مما أدى إلى التراجع الكبير في أعمال القرصنة على مضيق ملقا.
كما يحتوي المضيق على الآلاف من الجزر المتناثرة، ويعتبر منفذا لكثير من الأنهار، مما يجعلها مكانا مثاليا للقراصنة للاختباء والهرب من الاعتقال.

## تاريخ القرصنة في مضيق ملقا
تاريخيا كانت القرصنة في مضيق ملقا ليس فقط وسيلة مربحة لجمع الكثير من الذهب والأموال ولكن كان أيضا أداة سياسية هامة، حيث اعتمد بعض الحكام على القراصنة في المنطقة للحفاظ على السيطرة عليها، وكان أحد الأمثلة على ذلك حاكم فلمبان في القرن الرابع عشر حيث قام بنشر الكثير من القراصنة الموالين له بغرض السيطرة على المضيق وتوسيع ولايته. أما بين القرنين 15 و19، لعبت ماليزيا دورا رئيسيا في الصراع على السلطة السياسية في مضيق ملقا وجميع أنحاء جنوب شرق آسيا. كما شملت الخصوم القوى الاستعمارية مثل البرتغالية، الهولندية والبريطانية التي أستولت على المضيق على التوالي.
شهد القرن الثامن عشر زيادة وأنتشار القرصنة في المضيق نتيجة زيادة الحركة التجارية عبر المضيق، وسوء الأوضاع الاقتصادية للسكان المحليين دفعت الكثير من الناس للقرصنة، كما تستخدم أحيانا القرصنة كشكل من أشكال المقاومة السياسية للاستعمار.
في عام 1830 م ونتيجة سيطرة القوى الاستعمارية على المنطقة، وافق البريطانيون والهولنديون على أتفاقية للحد من القرصنة المتفشية وذلك عن طريق ترسيم الحدود البريطانية الهولندية على طول المضيق، واتفقا على محاربة القرصنة على الجانب الخاص بهم من خط ترسيم الحدود، وأصبح هذا الخط لترسيم الحدود في نهاية المطاف في العصر الحديث الحدود بين ماليزيا وإندونيسيا في المضيق، وساهم بشكل كبير في الحد من القرصنة في مضيق ملقا.
بعد الحرب العالمية الثانية عادة سيادة مضيق ملقا إلى الدول التي تقع على شاطئيه، ويخضع الآن لسيطرة ماليزيا وإندونيسيا وسينغافورا بشكل مشترك.

## القرصنة الحديثة

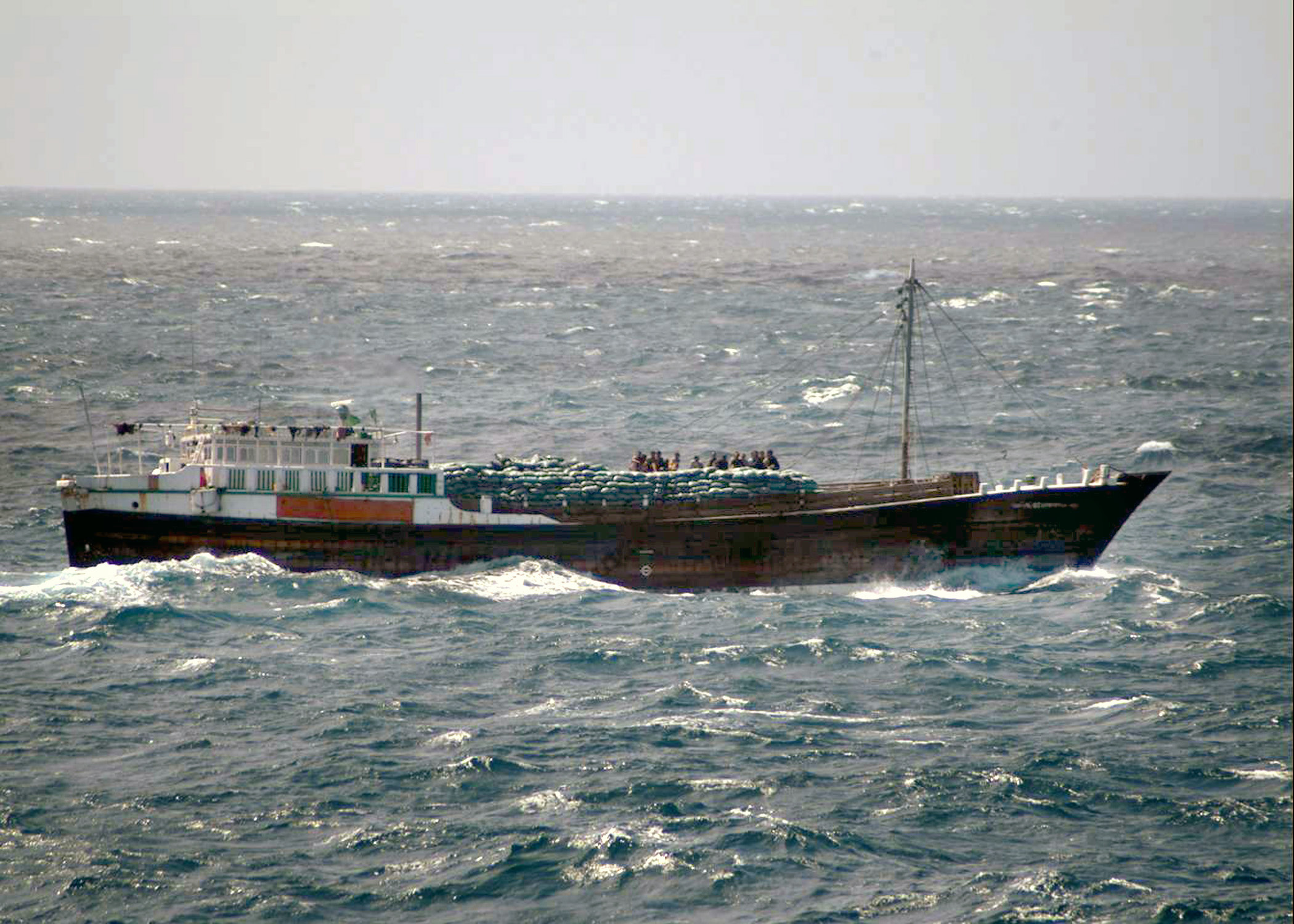
قراصنة مشتبه بهم على سطح سفينة بالقرب من المياه الواقعة غرب ماليزيا، يناير 2006.

ووفقا للمكتب البحري الدولي التابع لغرفة التجارة الدولية فقد عانى مضيق ملقا من 38 هجمات للقراصنة في عام 2004، وفي عام 2005 أضاف سوق التأمين في لندن المضيق على قائمة المناطق المعرضة لخطر الحرب.
لكن اليوم، فإن القراصنة الذين كانوا يصولون ويجولون في المضيق هم الآن في حالة فرار. في حين أن أعمال القرصنة في إفريقيا أصبح من الشواغل الرئيسية في الأمن الدولي، وكانت مشكلة المضيق قد تم القضاء عليها بالكامل تقريبا. حتى أنه في عام 2008 كانت هناك محاولتين أثنتين فقط من الهجمات على المضيق، رغم ذلك فقد أفاد المكتب البحري الدولي في الربع الأول من عام 2009 ان عدد هجمات القراصنة في أنحاء العالم تضاعف تقريبا إلى 102 حوادث مقارنة مع الفترة نفسها من العام الماضي، ولكن من بين تلك الهجمات واحدة منها فقط وقعت في مضيق ملقا.